# ريناد (أنمي)
ريناد مسلسل أنمي يحكي قصة فتاة تدعى ريناد تبلغ من العمر 15 عاما تعيش في فرنسا في القرن التاسع عشر وهي من أسرة نبيلة .

## الدبلجة العربية
- محمد قاسم
- غنام علي
- أيمن هاشم
- سناء خالد
- هادية نور
- أحمد سليمان
- جمال عودة
- زينة محمد
- دانة كامل
- أحمد كمال

## روابط خارجية
- ريناد على موقع IMDb (الإنجليزية)
- ريناد على موقع ليتربوكسد (الإنجليزية)
- ريناد على موقع كينوبويسك (الروسية)
- ريناد على موقع ألو سيني (الفرنسية)
- ريناد على موقع قاعدة بيانات الفيلم (الإنجليزية)
- ريناد على موقع ANN anime (الإنجليزية)